# 国際ジャーナリスト機構
国際ジャーナリスト機構（こくさいジャーナリストきこう、International Organization of Journalists）は、ジャーナリストの団結や友好を目的とする国際組織。
略称はIOJ。

## 解説
1946年6月のコペンハーゲンでの会議で結成された。1926年2月にパリで発足した国際ジャーナリスト連盟（IFJ）を母体としている。1950年頃の冷戦の激化に伴って、イギリスのジャーナリスト連盟などの西側諸国がIOJから離脱し、共産主義色を強めた。日本からは日本ジャーナリスト会議が参加している。